# William Henson Wallace

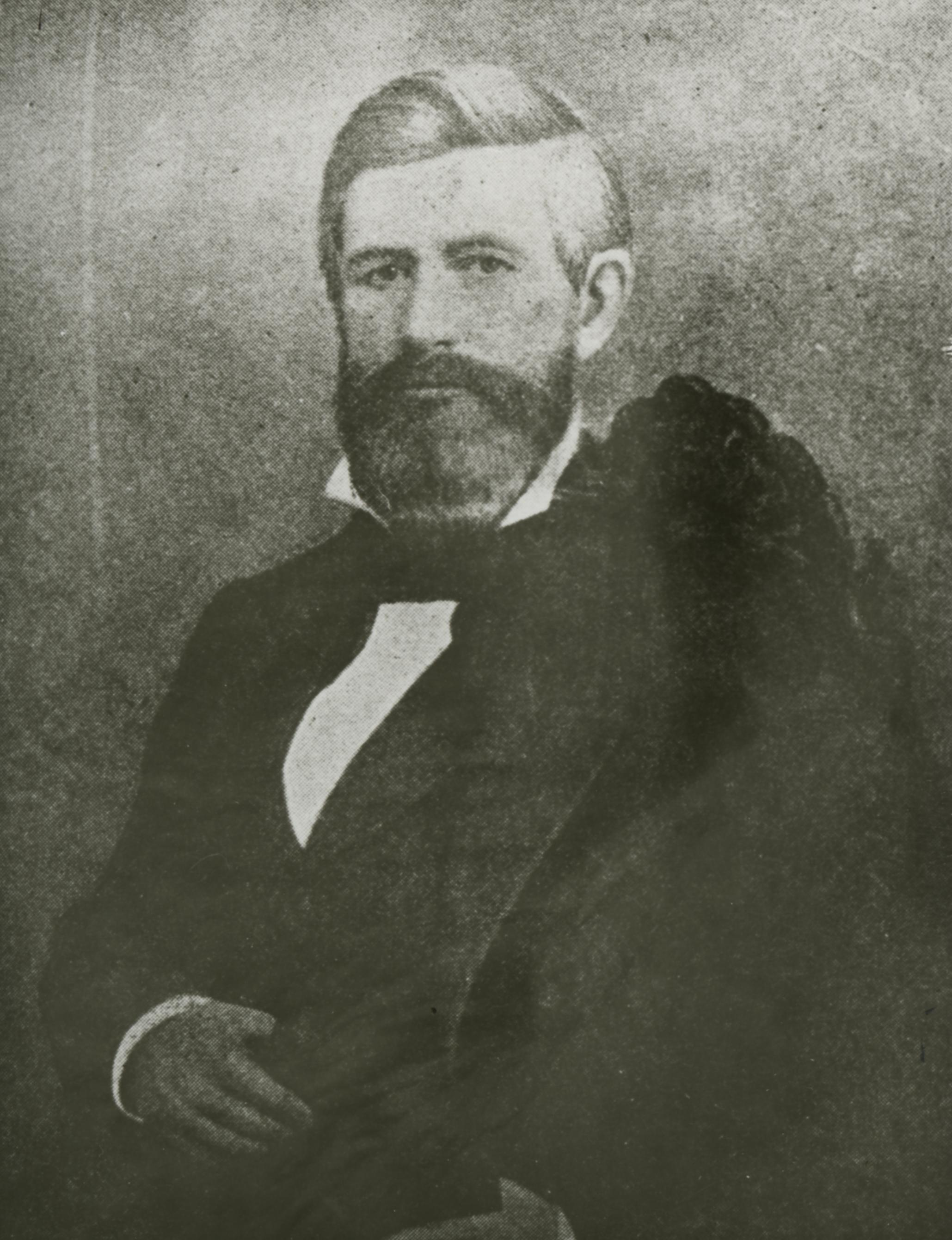
William Henson Wallace

William Henson Wallace (* 19. Juli 1811 in Troy, Ohio; † 7. Februar 1879 in Steilacoom, Washington-Territorium) war ein US-amerikanischer Politiker (Republikanische Partei) und 1861 der vierte Gouverneur des Washington-Territoriums sowie zwischen 1863 und 1864 der erste Gouverneur des Idaho-Territoriums.

## Frühe Jahre
Wallace besuchte die Grundschule in Indiana. Nach einem Jurastudium und seiner Zulassung als Rechtsanwalt begann er in seinem neuen Beruf zu arbeiten. Im Jahr 1837 zog er nach Iowa, das damals noch Teil des Wisconsin-Territoriums war. Nach der Gründung des eigenständigen Iowa-Territoriums ein Jahr später wurde er in das Parlament dieses Gebiets gewählt. Gleichzeitig wurde er Oberst in der neu aufgestellten Miliz des Territoriums. In Fairfield war er auch Leiter der Finanzbehörde (Receiver of Public Money).

## Politische Laufbahn
In den folgenden Jahren bewarb Wallace sich mehrfach erfolglos, um als Vertreter des Iowa-Territoriums in den Kongress entsandt zu werden. 1853 zog er in das Washington-Territorium, wo er zwischen 1855 und 1856 Mitglied des territorialen Regierungsrats war. Zeitweise war er sogar dessen Präsident. Im Jahr 1861 wurde er als Nachfolger von Richard D. Gholson zum neuen Territorialgouverneur ernannt. Wallace hat dieses Amt aber nicht angetreten, weil er inzwischen als Delegierter des Territoriums in das US-Repräsentantenhaus gewählt worden war. Zwischen dem 4. März 1861 und dem 3. März 1863 übte er sein Mandat in Washington, D.C. aus.
Nach seinem Ausscheiden aus dem Kongress wurde Wallace von Präsident Abraham Lincoln zum ersten Gouverneur des neu entstandenen Idaho-Territoriums ernannt. Dieses Amt hatte er zwischen dem 10. März 1863 und dem 1. Februar 1864 inne. Er bestimmte Lewiston zur Hauptstadt dieses Gebietes. Dort traf der neue Gouverneur im Juli 1863 ein. Auch in Idaho ließ sich Wallace in das US-Repräsentantenhaus wählen. Damit endete seine Zeit als Gouverneur bereits am 1. Februar 1864. Bis zum 3. März 1865 blieb er erneut im Kongress in Washington. Hier erlebte er die Endphase des Bürgerkriegs.
Nach dem Ausscheiden aus dem Kongress im März 1865 kehrte Wallace in das Washington-Territorium zurück. Dort war er bis zu seinem Tod im Jahr 1879 Richter an einem Nachlassgericht im Pierce County.

## Sonstiges
Am Abend des Attentats auf Lincoln war Wallace noch in Washington. Er wurde von Lincoln eingeladen, ihn ins Ford’s Theatre zu begleiten. Wallace war einer von mehreren Personen, die diese Einladung ablehnten. Während dieses Theaterbesuchs wurde Lincoln dann ermordet. David Wallace, der ältere Bruder von William Wallace, war zwischen 1837 und 1840 sechster Gouverneur von Indiana. Sein Neffe Lew Wallace war General der Union im Bürgerkrieg, Gouverneur des New-Mexico-Territoriums und Autor des Romans Ben Hur.